# Союз фашистских крошек

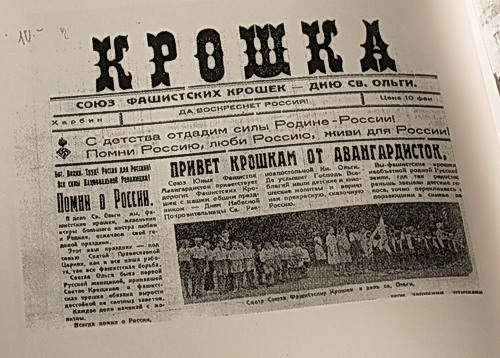
Первая полоса газеты СФК — «Крошка»

«Союз фашистских крошек» — детская организация Всероссийской фашистской партии, созданная 10 мая 1934 года в Харбине, в которой могли состоять «русские мальчики и девочки, верящие в Бога, любящие Россию, уважающие Труд». Организация действовала в соответствии с «Уставом Союза фашистских крошек».

## Описание
Заявленная цель «Союза» — «спасение Российских детей от влияния улицы и денационализации, воспитание их для будущей России в религиозно-национальном фашистском духе». Членами Союза могли быть дети российских эмигрантов в возрасте от 3 до 10 лет. Для вступления в «Союз» было достаточно записки родителей о согласии.
Члены организации подразделялись на «простую фашистскую крошку», «умную крошку», «крошку-всезнайку» и «крошку-авангардиста(-ку)». По достижении 10-летнего возраста ребёнок переходил в «Авангард» — «Союз юных фашистов» или «Союз юных фашисток».
В «Союзе» существовали должности старшего или старшей очага, начальника или начальницы района и начальника или начальницы отдела.
Структурные единицы «Союза» составляли очаги (несколько «крошек», живущих поблизости друг от друга или учащихся в одной школе, одном классе), группа очагов определённого района составляла район, группа районов в определённых территориальных границах составляла отдел.
Во главе «Союза фашистских крошек» стоял руководящий центр СФК, учреждавшийся приказом главы ВФП.
Форма «фашистских крошек» состояла: у мальчиков — из чёрной рубашки, портупеи и чёрных брюк, у девочек — из чёрного сарафана, надетого на белую блузу.
Союз издавал газету «Крошка».
Обычаи «крошек», опубликованные в одноимённой газете к празднику св. Ольги в 1938 году:
- крошка не валяется долго в постели, а встает сразу, как Ванька-встанька;
- умывается чище всех, и каждый день чистит зубы;
- никогда не капризничает, и все папы и мамы могут ставить крошку в пример своим детям;
- никогда не играет с евреями, не берёт ничего от евреев и не разговаривает с ними;
- крошки никогда не ссорятся между собой и всегда мирятся до захода солнца;
- помнят, что форма дана им потому, что они маленькие фашисты и фашистки;
- бережёт форму и носит её с гордостью, как большая или большой.

## Руководство
- Зоя Булычева
- Наталья Пац-Помарнецкая